# México Por Siempre Tour
Il tour México Por Siempre è una serie di concerti realizzati da Luis Miguel per promuovere i suoi album ¡México Por Siempre!.

## Storia
Il tour è iniziato nel Auditorio Nacional di Città del Messico con 5 spettacoli.

## Scaletta iniziale
1. Intro / Si Te Vas
2. Tú Solo Tú
3. Amor, Amor, Amor
4. Tres Palabras
5. Ahora Que Te Vas o Devuélveme El Amor
6. Por Debajo De La Mesa / No Se Tú
7. Busca Una Mujer / Cuestión De Piel / Oro De Ley
8. Esa Niña
9. Amante del Amor / Más Allá de Todo / Fría Como el Viento / Tengo Todo Excepto a Ti / Entregate
10. Hoy El Aire Huele A Ti / Siento / Más / Sintiendote Lejos
11. Todo Por Su Amor
12. Interludio (Saxofón) / Hasta Que Me Olvides
13. Te Necesito
14. Tú y Yo
15. La Barca
16. La Mentira
17. Contigo En La Distancia
18. La Gloria Eres Tú
19. La Fiesta Del Mariachi
20. Soy Lo Prohibido
21. Serenata Huasteca
22. No Discutamos
23. El Siete Mares
24. ¿Por Qué Te Conocí?
25. Llamarada
26. El Balajú
27. Mujer De Fuego
28. No Me Puedes Dejar Así / Palabra De Honor / La Incondiconal
29. Separados / 1 + 1 = 2 Enamorados / Directo Al Corazón
30. Suave
31. Decídete / Muchachos De Hoy / Ahora Te Puedes Marchar / La Chica Del Bikini Azul / Isabel / Cuando Calienta El Sol
32. Cucurrucucu Paloma

## Date
| 21 febbraio 2018 | Città del Messico   | Messico               | Auditorio Nacional                                |
| 22 febbraio 2018 | Città del Messico   | Messico               | Auditorio Nacional                                |
| 23 febbraio 2018 | Città del Messico   | Messico               | Auditorio Nacional                                |
| 27 febbraio 2018 | Città del Messico   | Messico               | Auditorio Nacional                                |
| 28 febbraio 2018 | Città del Messico   | Messico               | Auditorio Nacional                                |
| 2 marzo 2018 | Puebla              | Messico               | Acrópolis                                         |
| 3 marzo 2018 | Querétaro           | Messico               | Club Hípico de Juriquilla                         |
| 6 marzo 2018 | Città del Messico   | Messico               | Auditorio Nacional                                |
| 7 marzo 2018 | Città del Messico   | Messico               | Auditorio Nacional                                |
| 8 marzo 2018 | Città del Messico   | Messico               | Auditorio Nacional                                |
| 10 marzo 2018 | San Luis Potosí     | Messico               | El Domo                                           |
| 14 marzo 2018 | Monterrey           | Messico               | Auditorio Citibanamex                             |
| 15 marzo 2018 | Monterrey           | Messico               | Auditorio Citibanamex                             |
| 17 marzo 2018 | Guadalajara         | Messico               | Auditorio Telmex                                  |
| 18 marzo 2018 | Guadalajara         | Messico               | Auditorio Telmex                                  |
| 21 marzo 2018 | Guadalajara         | Messico               | Auditorio Telmex                                  |
| 22 marzo 2018 | Guadalajara         | Messico               | Auditorio Telmex                                  |
| Il concerto in programma per il 24 marzo al Expo Mundo Imperial di Acapulco è stato riprogrammato per il 26 marzo.                    |                     |                       |                                                   |
| 26 marzo 2018 | Acapulco            | Messico               | Explanada Maria Bonita                            |
| 10 aprile 2018 | Monterrey           | Messico               | Auditorio Citibanamex                             |
| 12 aprile 2018 | Monterrey           | Messico               | Auditorio Citibanamex                             |
| 13 aprile 2018 | Monterrey           | Messico               | Auditorio Citibanamex                             |
| 15 aprile 2018 | Città del Messico   | Messico               | Auditorio Nacional                                |
| 16 aprile 2018 | Città del Messico   | Messico               | Auditorio Nacional                                |
| 18 aprile 2018 | Città del Messico   | Messico               | Auditorio Nacional                                |
| 20 aprile 2018 | León                | Messico               | Velaria de la Feria de León                       |
| 24 aprile 2018 | Città del Messico   | Messico               | Auditorio Nacional                                |
| 25 aprile 2018 | Città del Messico   | Messico               | Auditorio Nacional                                |
| 27 aprile 2018 | Città del Messico   | Messico               | Auditorio Nacional                                |
| 28 aprile 2018 | Città del Messico   | Messico               | Auditorio Nacional                                |
| 4 maggio 2018 | Chula Vista         | Stati Uniti d'America | Mattress Firm Amphitheatre                        |
| 6 maggio 2018 | Los Angeles         | Stati Uniti d'America | Hollywood Bowl                                    |
| 10 maggio 2018 | San Jose            | Stati Uniti d'America | SAP Center                                        |
| 11 maggio 2018 | Sacramento          | Stati Uniti d'America | Golden 1 Center                                   |
| 13 maggio 2018 | Phoenix             | Stati Uniti d'America | Comerica Theatre                                  |
| 16 maggio 2018 | Tucson              | Stati Uniti d'America | AVA Amphitheater                                  |
| 19 maggio 2018 | Salt Lake City      | Stati Uniti d'America | USANA Amphitheatre                                |
| 20 maggio 2018 | Denver              | Stati Uniti d'America | Pepsi Center                                      |
| 23 maggio 2018 | Rosemont            | Stati Uniti d'America | Allstate Arena                                    |
| 25 maggio 2018 | Dallas              | Stati Uniti d'America | American Airlines Center                          |
| 26 maggio 2018 | Laredo              | Stati Uniti d'America | Laredo Energy Arena                               |
| 27 maggio 2018 | Houston             | Stati Uniti d'America | Toyota Center                                     |
| 30 maggio 2018 | Orlando             | Stati Uniti d'America | Amway Center                                      |
| 1 giugno 2018 | Miami               | Stati Uniti d'America | AmericanAirlines Arena                            |
| 2 giugno 2018 | Miami               | Stati Uniti d'America | AmericanAirlines Arena                            |
| 5 giugno 2018 | National Harbor     | Stati Uniti d'America | The Theater at MGM National Harbor                |
| 7 giugno 2018 | Toronto             | Canada                | Budweiser Stage                                   |
| 8 giugno 2018 | Montréal            | Canada                | Centre Bell                                       |
| 9 giugno 2018 | New York            | Stati Uniti d'America | Madison Square Garden                             |
| Europa |                     |                       |                                                   |
| 1 luglio 2018 | Madrid              | Spagna                | Wizink Center                                     |
| 2 luglio 2018 | Madrid              | Spagna                | Wizink Center                                     |
| 5 luglio 2018 | Siviglia            | Spagna                | Estadio Olímpico de la Cartuja                    |
| 7 luglio 2018 | Murcia              | Spagna                | Estadio Nueva Condomina                           |
| 8 luglio 2018 | Barcellona          | Spagna                | Palau Sant Jordi                                  |
| 11 luglio 2018 | Marbella            | Spagna                | La Cantera de Nagüeles (Starlite Festival)        |
| 13 luglio 2018 | Palafrugell         | Spagna                | Giardini botanici di Cap Roig (Cap Roig Festival) |
| 14 luglio 2018 | Valencia            | Spagna                | Auditorio Marina Sur                              |
| Nord America |                     |                       |                                                   |
| 30 agosto 2018 | San Antonio         | Stati Uniti d'America | AT&T Center                                       |
| 31 agosto 2018 | Edinburg            | Stati Uniti d'America | Bert Ogden Arena                                  |
| 2 settembre 2018 | El Paso             | Stati Uniti d'America | Don Haskins Center                                |
| 4 settembre 2018 | Albuquerque         | Stati Uniti d'America | Sandia Casino Amphitheater                        |
| 7 settembre 2018 | Rancho Mirage       | Stati Uniti d'America | Agua Caliente Casino Resort Spa                   |
| 8 settembre 2018 | Anaheim             | Stati Uniti d'America | Honda Center                                      |
| 9 settembre 2018 | Fresno              | Stati Uniti d'America | Save Mart Center                                  |
| 11 settembre 2018 | Santa Barbara       | Stati Uniti d'America | Santa Barbara Bowl                                |
| 13 settembre 2018 | Las Vegas           | Stati Uniti d'America | The Colosseum at Caesars Palace                   |
| 14 settembre 2018 | Las Vegas           | Stati Uniti d'America | The Colosseum at Caesars Palace                   |
| 16 settembre 2018 | Inglewood           | Stati Uniti d'America | The Forum                                         |
| 25 settembre 2018 | Querétaro           | Messico               | Club Hípico de Juriquilla                         |
| 27 settembre 2018 | Guadalajara         | Messico               | Auditorio Telmex                                  |
| 29 settembre 2018 | Guadalajara         | Messico               | Auditorio Telmex                                  |
| 30 settembre 2018 | Guadalajara         | Messico               | Auditorio Telmex                                  |
| 2 ottobre 2018 | Città del Messico   | Messico               | Auditorio Nacional                                |
| 3 ottobre 2018 | Città del Messico   | Messico               | Auditorio Nacional                                |
| 4 ottobre 2018 | Città del Messico   | Messico               | Auditorio Nacional                                |
| Il concerto in programma per il 06 ottobre al Estadio de béisbol Francisco Villa di Morelia è stato riprogrammato per il 10 novembre. |                     |                       |                                                   |
| 7 ottobre 2018 | Toluca              | Messico               | Estadio Toluca 80                                 |
| 9 ottobre 2018 | Città del Messico   | Messico               | Auditorio Nacional                                |
| 10 ottobre 2018 | Città del Messico   | Messico               | Auditorio Nacional                                |
| 11 ottobre 2018 | Città del Messico   | Messico               | Auditorio Nacional                                |
| 13 ottobre 2018 | Torreón             | Messico               | Instalaciones de la Feria de Torreón              |
| 14 ottobre 2018 |                     | Messico               |                                                   |
| 16 ottobre 2018 | Culiacán            | Messico               | Foro Tecate                                       |
| Il concerto in programma per il 18 ottobre al Estacionamiento Expo Forum di Hermosillo è stato riprogrammato per il 18 dicembre.      |                     |                       |                                                   |
| 20 ottobre 2018 | Ensenada            | Messico               | Foro Santo Tomás                                  |
| 21 ottobre 2018 | Mexicali            | Messico               | Isla de las estrellas en el FEX (Fiestas del Sol) |
| 24 ottobre 2018 | Veracruz            | Messico               | Estadio Beto Ávila                                |
| 26 ottobre 2018 | Mérida              | Messico               | Coliseo Yucatán                                   |
| 27 ottobre 2018 | Mérida              | Messico               | Coliseo Yucatán                                   |
| 28 ottobre 2018 | Cancún              | Messico               | Estadio Beto Ávila                                |
| 10 novembre 2018 | Morelia             | Messico               | Estadio de béisbol Francisco Villa                |
| 12 novembre 2018 | Città del Messico   | Messico               | Auditorio Nacional                                |
| 13 novembre 2018 | Città del Messico   | Messico               | Auditorio Nacional                                |
| 14 novembre 2018 | Città del Messico   | Messico               | Auditorio Nacional                                |
| 16 novembre 2018 | Città del Messico   | Messico               | Auditorio Nacional                                |
| 17 novembre 2018 | Città del Messico   | Messico               | Auditorio Nacional                                |
| 19 novembre 2018 | Città del Messico   | Messico               | Auditorio Nacional                                |
| 20 novembre 2018 | Città del Messico   | Messico               | Auditorio Nacional                                |
| 22 novembre 2018 | Guadalajara         | Messico               | Auditorio Telmex                                  |
| 24 novembre 2018 | Aguascalientes      | Messico               | Parque Alberto Romo Chávez                        |
| Il concerto in programma per il 25 novembre a Explanada de Inforum di Irapuato è stato annullato                                      |                     |                       |                                                   |
| 27 novembre 2018 | Città del Messico   | Messico               | Auditorio Nacional                                |
| 28 novembre 2018 | Città del Messico   | Messico               | Auditorio Nacional                                |
| 29 novembre 2018 | Città del Messico   | Messico               | Auditorio Nacional                                |
| 2 dicembre 2018 | Villahermosa        | Messico               | Estadio Centenario 27 de febrero                  |
| 4 dicembre 2018 | Puebla              | Messico               | Acrópolis                                         |
| 6 dicembre 2018 | Città del Messico   | Messico               | Auditorio Nacional                                |
| 7 dicembre 2018 | Città del Messico   | Messico               | Auditorio Nacional                                |
| 8 dicembre 2018 | Città del Messico   | Messico               | Auditorio Nacional                                |
| 10 dicembre 2018 | Città del Messico   | Messico               | Auditorio Nacional                                |
| 12 dicembre 2018 | Monterrey           | Messico               | Auditorio Citibanamex                             |
| 13 dicembre 2018 | Monterrey           | Messico               | Auditorio Citibanamex                             |
| 14 dicembre 2018 | Monterrey           | Messico               | Auditorio Citibanamex                             |
| 16 dicembre 2018 | Monterrey           | Messico               | Auditorio Citibanamex                             |
| 18 dicembre 2018 | Hermosillo          | Messico               | Expo Forum                                        |
| America meridionale |                     |                       |                                                   |
| 19 febbraio 2019 | Santiago del Cile   | Cile                  | Movistar Arena                                    |
| 20 febbraio 2019 | Santiago del Cile   | Cile                  | Movistar Arena                                    |
| 22 febbraio 2019 | Santiago del Cile   | Cile                  | Movistar Arena                                    |
| 23 febbraio 2019 | Santiago del Cile   | Cile                  | Movistar Arena                                    |
| 26 febbraio 2019 | Córdoba             | Argentina             | Orfeo Superdomo                                   |
| 1 marzo 2019 | Buenos Aires        | Argentina             | Campo di Polo argentino                           |
| 2 marzo 2019 | Buenos Aires        | Argentina             | Campo di Polo argentino                           |
| 7 marzo 2019 | Asunción            | Paraguay              | Jockey Club                                       |
| 10 marzo 2019 | Lima                | Perù                  | Jockey Club                                       |
| Il concerto in programma per il 13 marzo all'Estadio Modelo de Guayaquil è stato annullato.                                           |                     |                       |                                                   |
| 16 marzo 2019 | Bogotà              | Colombia              | Estadio El Campín                                 |
| America Centrale |                     |                       |                                                   |
| 19 marzo 2019 | Città di Panama     | Panama                | Centro de Convenciones Amador                     |
| 21 marzo 2019 | San José            | Costa Rica            | Estadio Nacional                                  |
| 24 marzo 2019 | San Salvador        | El Salvador           | Stadio Jorge "Mágico" González                    |
| 26 marzo 2019 | Città del Guatemala | Guatemala             | Explanada Cardales de Calaya                      |
| 29 marzo 2019 | Santo Domingo       | Repubblica Dominicana | Estadio Olímpico                                  |
| 31 marzo 2019 | San Juan            | Porto Rico            | Coliseo de Puerto Rico                            |
| Nord America |                     |                       |                                                   |
| 1 giugno 2019 | Phoenix             | Stati Uniti d'America | Talking Stick Resort Arena                        |
| 4 giugno 2019 | Oklahoma City       | Stati Uniti d'America | Chesapeake Energy Arena                           |
| 6 giugno 2019 | Kansas City         | Stati Uniti d'America | Sprint Center                                     |
| 8 giugno 2019 | Saint Paul          | Stati Uniti d'America | Xcel Energy Center                                |
| 9 giugno 2019 | Rosemont            | Stati Uniti d'America | Allstate Arena                                    |
| 12 giugno 2019 | Uniondale           | Stati Uniti d'America | NYCB Live                                         |
| 14 giugno 2019 | Newark              | Stati Uniti d'America | Prudential Center                                 |
| 15 giugno 2019 | Boston              | Stati Uniti d'America | TD Garden                                         |
| 18 giugno 2019 | Raleigh             | Stati Uniti d'America | PNC Arena                                         |
| 19 giugno 2019 | Duluth              | Stati Uniti d'America | Infinite Energy Arena                             |
| 22 giugno 2019 | Sunrise             | Stati Uniti d'America | BB&T Center                                       |
| 23 giugno 2019 | Miami               | Stati Uniti d'America | American Airlines Arena                           |
| 25 giugno 2019 | Tampa               | Stati Uniti d'America | Amalie Arena                                      |
| 27 giugno 2019 | Houston             | Stati Uniti d'America | Toyota Center                                     |
| 29 giugno 2019 | Corpus Christi      | Stati Uniti d'America | American Bank Center                              |
| 30 giugno 2019 | Edinburg            | Stati Uniti d'America | Bert Ogden Arena                                  |
| 2 luglio 2019 | Laredo              | Stati Uniti d'America | Laredo Energy Arena                               |
| 5 luglio 2019 | Lubbock             | Stati Uniti d'America | United Supermarkets Arena                         |
| 6 luglio 2019 | El Paso             | Stati Uniti d'America | Don Haskins Center                                |
| 12 settembre 2019 | Las Vegas           | Stati Uniti d'America | The Colosseum at Caesars Palace                   |
| 13 settembre 2019 | Las Vegas           | Stati Uniti d'America | The Colosseum at Caesars Palace                   |
| 15 settembre 2019 | Las Vegas           | Stati Uniti d'America | The Colosseum at Caesars Palace                   |
| 16 settembre 2019 | Las Vegas           | Stati Uniti d'America | The Colosseum at Caesars Palace                   |
| 573 Giorni | 79 Città            | 15 Paesi              | 79 Luoghi                                         |

## Premi e record
- Il 25 ottobre 2018 vince il "Latin American Music Award" nella categoria "Favorite Tour"[51][52][53]
- Il 25 aprile 2019 vince il "Billboard Latin Music Awards" nella categoria "Favorite Tour".[54][55][56]
- Il 17 ottobre 2019 vince il "Latin American Music Award" nella categoria "Favorite Tour"[57][58][59]

## Gruppo
- Chitarra elettrica e acustica:  Kiko Cibrian
- Basso: Lalo Carrillo
- Piano & Keyboards: Mike Rodriguez
- Tastiere e programmazione: Salo Loyo
- Piano: Ismael Alderete
- Batteria: Victor Loyo
- Sassofono: Greg Vail
- Tromba: Ramon Flores
- Trombone Alejandro Carballo
- Cori: Anna Berenyi (2018), Paula Peralta, Mollie Gould, Lauren Lutostanski.
- Mariachi: Vargas de Tecalitlán